# Saumane (Gard)
Saumane é uma comuna francesa na região administrativa de Occitânia, no departamento de Gard. Estende-se por uma área de 12,14 km². Em 2010 a comuna tinha 284 habitantes (densidade: 23,4 hab./km²).